# Palais épiscopal de Toulon
Le palais épiscopal de Toulon est un édifice situé dans la ville de Toulon, dans le Var en région Provence-Alpes-Côte d'Azur.
Cet ancien évêché est inscrit au titre des monuments historiques par arrêté du 25 juillet 1991.